# Villa de Guadalupe Xalostoc
Villa de Guadalupe Xalostoc pertenece al Municipio de Ecatepec de Morelos y es uno de los 109 fraccionamientos establecidos dentro del municipio. Se ubica en la Zona de Xalostoc al suroeeste del municipio y cuenta con todos los servicios públicos para sus 78 calles, algo original del fraccionamiento es que las calles no son rectas sino curveadas y en raíz.

## Historia
Anteriormente esta parte del municipio de Ecatepec era una región baldía donde solo habitaban algunas plantas silvestres modificadas genéticamente por la acción de los contaminantes que llegaban por el gran canal, carecía de vegetación estable, era uno de los lugares sin urbanizar por donde pasaba el gran canal de desagüe de la ciudad sin pensar que posteriormente se expandiría la ciudad más allá de ese punto. Solo en una parte, con el tiempo algunos llanos vacíos fueron utilizados para algunas canchas de fútbol, nunca ocurrieron aquí acontecimientos importantes solo era una zona inhabitable inestable al costado del gran canal de desagüe con dirección al norte hasta Zumpango. Hacia las décadas de los sesenta y setenta este fraccionamiento seguía siendo un completo baldío que se utilizaba para jugar fútbol y la ciudad todavía no se extendía fuera del Distrito Federal. Pero cuando la ciudad comenzó a crecer y se fue urbanizando al Estado de México llegó un fraccionador de dinero que trazo calles, coloco el pavimento y servicios públicos en su terreno, fracciono en lotes y comenzó a venderlos, también comenzaron a vender terrenos en la zona, los primeros habitantes llegaron alrededor del año 1980 y en 1984 casi la mitad del fraccionamiento estaba vendido, se fue poblando gradualmente por lo que las zonas son muy diferentes entre sí, actualmente el fraccionamiento no es habitado en un 100 por ciento, aún lotes baldíos en el fraccionamiento y más de 50 casa han sido construidas a lo largo de los últimos 15 años según el estudio de Alan Díaz.

### Historia del Nombre
Por mucho tiempo y en el transcurso de venta de lotes se discutió acerca del nombre del fraccionamiento. Como el fraccionamiento estaba dentro de la zona de Xalostoc y por acuerdo sería nombrado Villa de Guadalupe, el municipio tomó un importante papel en la elección del nombre para el fraccionamiento, dejando el nombre Villa de Guadalupe Xalostoc. Al principio se discutió si aún pertenecía a Xalostoc, y al final se integró como parte de esta zona

#### Etimología
La palabra Xalostoc proviene de vocablos náhuatl y quiere decir "En la cueva de arena": así era como llamaban subtribus derivadas de Teotihuacán a este lugar, y fue de los primeros asentamientos en Ecatepec en la época de la colonia, después considerado Xalostoc uno de los 7 pueblos de Ecatepec hola

## Datos Generales

### Número de calles
El fraccionamiento Villa de Guadalupe Xalostoc consta de una red pavimentada bien organizada de 78 calles que están numeradas desde Calle 1 a Calle 78, algunas calles son demasiado cortas y otras muy extensas, y muchas de ellas están unidas con otras

### Área
El colono Alan Díaz, dedicado a estudios del fraccionamiento desde finales de marzo de 2007, calculó el valor más exacto hasta ahora del área que ocupa el fraccionamiento: según su estudio el área es de 1.0083 km² aproximadamente, tomando principios físicos y de geometría.

### Código Postal
El municipio ha otorgado al fraccionamiento 2 números postales debido a su extensión física:
- 55339: Este código postal abarca Zona Jardines y Zona Escolar desde la calle Miguel Hidalgo hasta la avenida Gob. Carlos Hank González
- 53339: Este código postal abarca Zona Enrejado y Zona Ampliación desde la avenida Gob. Carlos Hank González hasta la calle Disneylandia.

### Población
El estudio de la población por Alan Díaz según principios de estadística y probabilidad indica que:
- El promedio de lotes que hay en una calle es de 62 tomando en cuenta una calle de extensión regular (media).
- El promedio de personas que habitan en una casa es de 3 (mínimo), pero en una sola vivienda existen 3 familias.
- Teniendo en cuenta que en el fraccionamiento hay 78 calles, se llega a la conclusión de que la población aproximada es de 14,508 habitantes.

### Cultura
No hay información de cultura disponible.

### Servicios
En el fraccionamiento se cuenta con la mayoría de los servicios necesarios de una comunidad, estableciendo en primer plano drenaje, agua potable, línea telefónica, pavimento, luz y alumbrado público, entre otros servicios del fraccionamiento de segundo plano se incluyen:
- Mercado: Villa de Guadalupe Xalostoc
- Preescolares: 3
- Primarias: 3
- Secundarias: ESTIC NO. 126
- Educación Media Superior: COBAEM 02 Ecatepec Sur
- Colegios Privados: 2
- Deportivo: "El polvorín"
- Escuela de artes marciales: Toshin Villa
- Gasolineras:2
- Religión (Iglesias y Templos): 2
- Espacios de convivencia social: 4
- Avenidas:
  - Jorge Jimenez Cantú
  - Isidro Fabela
  - Jorge Enrique Bazan Márquez
  - Eduardo Villada
  - Gobernador Sánchez Colin
  - Alfredo del Mazo
  - Carlos Hank Gonzales
  - Adolfo López Mateos
  - Pentatlón Mexicano

### Problemas
El fraccionamiento Villa de Guadalupe Xalostoc no es una excepción, también tiene varios problemas que se enlistan a continuación.
Carece de agua potable en la red.

#### Zona Jardines
Los principales problemas de Zona Jardines en porcentajes son:
- Delincuencia 50%
- Grafiti 5%
- Falta de servicios 45%

#### Zona Escolar
Los principales problemas de Zona Escolar en porcentajes son:
- Delincuencia 40%
- Grafiti 12%
- Falta de servicios 10%
- Falta de señalamientos 20%

#### Zona Enrejado
Los principales problemas de Zona Enrejado en porcentajes son:
- Delincuencia 90%
- Grafiti 13%
- Falta de servicios 15%

#### Zona Prolongación
Los principales problemas de Zona Prolongación en porcentajes son:
- Delincuencia 55%
- Grafiti 15%
- Falta de servicios 75%

## División
Debido a que el fraccionamiento es muy extenso, para su fácil manejo se ha dividido geográfica e imaginariamente en 4 zonas, Zona Jardines, Zona Escolar, Zona Enrejado y Zona Prolongación aunque también las personas las denominan también I, II, III, o IV Sección comenzando en Zona Jardines.
La Zona Prolongación es conocida por diferentes nombres como: La Obrador o Apliación enrejado, mientras que Zona Jardines también es conocida como Zona Deportiva, entre otros nombres.

### Zona Jardines
En esta zona conocida como Villa de Guadalupe Xalostoc I Sección se encuentran de la calle 1 a la calle 30, en esta Zona se encuentra el deportivo más extenso de la colonia (el cual acaba de ser remodelado por el actual gobierno del Estado de México), sobre el límite con zona escolar hay varios negocios. Hay una primaria, esta la antigua fábrica de muebles Frey y hay un tianguis en la calle Miguel Hidalgo los días viernes.
- Los límites de esta zona son:
  - Al norte la Calle Miguel Hidalgo: Límite con la Colonia Jardines de Xalostoc
  - Al este la Vía Adolfo López Mateos: Límite con las colonias Vicente Guerreo, Jardines de San Gabriel y Granjas Valle de Gpe. Sección B
  - Al oeste la Avenida Pentatlón Mexicano: Límite con la colonia Benito Juárez
  - Al sur la Avenida Alfredo del Mazo: Límite con zona escolar
- Las avenidas principales son:
  - Maravillas (Inicia Villa de Gpe Zona Jardines- Termina Valle de Aragón 3.ª Sección)
  - Jorge Jiménez Cantú (Villa de Gpe. Inicia Zona Prolongación-Termina Zona Jardines)
  - Francisco Villa (Inicia Villa de Gpe Zona Jardines- Termina Colonia Sn. Fco. Xalostoc)
  - Alfredo del Mazo (Villa de Gpe entre Zona escolar y Zona Jardines

### Zona Escolar
En esta zona conocida como Villa de Guadalupe Xalostoc II Sección se encuentran de la calle 31 a la calle 58, en esta zona se encuentra una de las dos gasolineras, la iglesia, el cobaem, la secundaria, dos primarias, el mercado, una terminal de transporte, la oficina del diputado, 2 salones de fiestas, el mayor taller mecánico del fraccionamiento, un gimnasio y el autolavado más grande del fraccionamiento, hay un tianguis en la intersección de las avenidas Gob. Carlos Hank y Jorge Jiménez Cantú los días viernes, cabe señalar que es el tianguis más importante del fraccionamiento, y también MiauCorp.
- Los límites de esta zona son:
  - Al norte la Avenida Alfredo del Mazo: Límite con Zona Jardines
  - Al este la Vía Adolfo López Mateos: Límite con la colonia Granjas Valle de Gpe. Sección B
  - Al oeste la Avenida Pentatlón Mexicano: Límite con la colonia El Salado
  - Al sur la Avenida Carlos Hank González: Límite con Zona Enrejado
- Las avenidas principales son:
  - Gob. Eduardo Villada (Inicia Villa de Gpe-Termina Granjas Valle de Gpe. Sección B)
  - Jorge Jiménez Cantú (Villa de Gpe. Inicia Zona Prolongación-Termina Zona Jardines)
  - Isidro Fabela (Inicia Villa de Gpe. Zona Escolar - Termina Granjas Valle de Gpe. Sección B)
  - Prof. Carlos Hank González (Villa de Guadalupe entre Zona Escolar y Zona Enrejado)
  - Alfredo del Mazo (Villa de Gpe entre Zona escolar y Zona Jardines)

### Zona Enrejado
En esta zona conocida como Villa de Guadalupe Xalostoc III Sección se encuentran de la calle 59 a la calle 73, sobre la Vía Adolfo López Mateos hay varios negocios a lo largo de esta zona, pasa una ruta de transporte colectivo, comparte el tianguis del día viernes en la Avenida Prof. Carlos Hank Glez. con Zona Escolar, y está conocida así porque había un gran terreno cercado en el centro de la Zona, actualmente la mitad de este terreno se vendió y se construyó un templo.
- Los límites de esta son:
  - Al norte la Av. Carlos Hank González: Límite con Zona Escolar
  - Al este la Vía Adolfo López Mateos: Límite con la colonia Emiliano Zapata 2.ª Sección
  - Al oeste la Avenida Pentatlón Mexicano: Límite con la colonia San José Xalostoc
  - Al sur la Avenida Gustavo Baz: Límite con Zona Prolongación
- Las avenidas principales son:
  - Gustavo Baz (inicia Villa de Gpe. Zona Prolongación/enrejado-Termina en el Chamizal)
  - Ing. Sánchez Colin (Inicia Villa de Gpe-Termina Granjas Valle de Gpe. Sección C)
  - Jorge Jiménez Cantú (Villa de Gpe. Inicia Zona Prolongación-Termina Zona Jardines)
  - Prof. Carlos Hank González (Villa de Guadalupe entre Zona Escolar y Enrejado)

### Zona Prolongación
En esta zona conocida como Villa de Guadalupe Xalostoc IV Sección se encuentran de la calle 74 a la calle 78, en esta zona se encuentra una de las dos gasolineras y el gimnasio más grande del fraccionamiento, también hay varios lugares de comida, una terminal de transporte y un tianguis en la calle Disneylandia los días sábados que comparte con la colonia Las Vegas Xalostoc. Esta Zona es de todas la que cuenta con menos servicios, es también la menos extensa y cuenta con una de las zonas de convivencia social, que fue construida en 2009,
- Los límites de esta son:
  - Al norte la Avenida Gustavo Baz: Límite con Zona Enrejado
  - Al este la Vía Adolfo López Mateos: Límite con la colonia Emiliano Zapata 2.ª Sección
  - Al oeste la avenida Pentatlón Mexicano: Límite con la colonia Ampliación San Miguel Xalostoc
  - Al sur la calle Disneylandia: Límite con la Colonia Las Vegas
- Las avenidas principales son:
  - Gustavo Baz (inicia Villa de Gpe. Zona Prolongación/enrejado-Termina en el Chamizal)
  - Jorge Jiménez Cantú (Villa de Gpe. Inicia Zona Prolongación-Termina Zona Jardines)
  - Disneylandia (Villa de Gpe. entre zona Prolongación y Las Vegas)

## Actividades
Debido a que el suelo no sirve para actividades como la agricultura y no hay suficientes espacios grandes las principales actividades son la venta de servicios y deporte. La mayoría de colonos trabajan fuera del fraccionamiento y del estado y algunos trabajan vendiendo sus servicios dentro del fraccionamiento.

### Venta
La venta de servicios es la principal actividad de Villa de Guadalupe Xalostoc ya que abarca el 80% del total de actividades. El mercado es importante pero también los tianguis juegan un importante papel ya que vecinos del fraccionamiento pueden vender servicios extras a sus labores y conseguir más ingresos

#### Mercado Villa de Guadalupe Xalostoc
El mercado de Villa de Guadalupe Xalostoc se encuentra en Zona Escolar, sobre la avenida Gob. Alfredo del Mazo esquina con avenida Jorge Jiménez Cantú. El mercado del fraccionamiento comenzó a laborar en el año desde 1987, y es un mercado muy eficiente y moderno, diferente a otros por lo que inspira confianza y calidad. El 25 de julio de 2012 cumplió 25 años trabajando desde su inauguración y se hizo una celebración aunque actualmente ya cumplió 28 años.

#### Tianguis Villa de Guadalupe I
Este tianguis se establece el día viernes en Zona Jardines sobre la Calle Miguel Hidalgo desde la Vía Adolfo López Mateos a la calle Francisco villa en el límite del fraccionamiento y la colonia Jardines de Xalostoc, y luego continua por la calle Francisco Villa en Jardines de Xalostoc.
Este tianguis en su mayoría es visitado por la gente de la colonia Jardines de Xalostoc (65%) aunque eso no impide que también gente del fraccionamiento asista.

#### Tianguis Villa de Guadalupe II-III
Este tianguis se establece el día viernes en el límite de Zona Escolar y Zona Enrejado sobre la avenida Carlos Hank desde la Vía Adolfo López Mateos hasta la avenida Jorge Jiménez Cantú donde continua hasta calle 53.
Este es el tianguis principal del fraccionamiento, la mayoría de los colonos asisten a comprar sus necesidades o simplemente van a comprar curiosidades.

#### Tianguis Villa de Guadalupe IV
Este tianguis se establece los días sábados sobre la calle Disneylandia en Zona Prolongación límite con la Colonia Las Vegas Xalostoc.
Este tianguis no es muy extenso, y frecuentemente es más visitado por los colonos de la colonia Las Vegas Xalostoc aunque también resulta accesible para los colonos de Zona Prolongación.

### Servicios
El fraccionamiento Villa de Guadalupe Xalostoc cuenta con una red de calles cubiertas de asfalto, servicio de drenaje, servicio de línea telefónica (postes), servicio de alumbrado público, y guarniciones en todas las calles.

## Ubicación
El Fraccionamiento Villa de Guadalupe Xalostoc está muy próximo al Distrito Federal separado por la colonia Las Vegas Xalostoc y el canal de desagüe.
- Al norte se encuentra con la colonia Jardines de Xalostoc.
- Al sur se encuentra con la colonia Las Vegas Xalostoc.
- Al este se encuentra con las colonia Granjas Valle de Guadalupe Xalostoc Sección B, Emiliano Zapata 2.ª. Sección, y Jardines de San Gabriel.
- Al oeste se encuentra con las colonias Benito Juárez, El Salado, San José Xalostoc y Ampliación San Miguel Xalostoc.

### Coordenadas
Las coordenadas delimitantes del fraccionamiento Villa de Guadalupe Xalostoc son:

#### Noroeste
- Punto: Al noroeste de Zona Jardines en Jorge Jiménez Cantú y Pentatlón Mexicano
  - 19°31'19.60"N
  - 99° 3'51.09"W

#### Norte 0
- Punto: En el punto Noroeste de Zona Jardines en Jorge Jiménez Cantú y Calle 14
  - 19°31'16.45"N
  - 99° 3'46.91"O

#### Norte
- En el norte exacto de Zona Jardines, en Miguel Hidalgo y Jorge Jiménez Cantú
  - 19°31'23.12"N
  - 99° 3'41.10"W

#### Este
- Punto: En el noroeste de Zona Jardines, en Vía Adolfo López Mateos y Miguel Hidalgo
  - 19°31'18.28"N
  - 99° 3'29.15"W

#### Sur
- Punto: En el sureste de la Zona Prolongación, en Vía Adolfo López Mateos y Disneylandia
  - 19°30'22.60"N
  - 99° 4'21.36"W

#### Oeste
- Punto: En el suroeste de la Zona Prolongación, en Pentatlón Mexicano y Disneylandia
  - 19°30'26.02"N
  - 99° 4'30.12"W

## Condiciones de la zona

### Geología
El fraccionamiento se ubica en una zona del eje neovolcánico, la región está caracterizada geológicamente por el predominio de rocas volcánicas donde se presentan algunos afloramientos de rocas triásicas, litológicamente clasificadas como filitas y pizarras. Las rocas ígneas extrusivas (andesíticas, riolíticas y basálticas) del terciario yacen discordantemente sobre las rocas mesozoicas, cubriendo la mayor parte de esta provincia.

### Topografía
Las elevaciones más cercanas son: Pico Los Díaz, Moctezuma, Tres Padres, cerro Picacho Grande, Cunahuatepec, Las Canteras, Cabeza Blanca, Gordo y Pico Yonguico. Al suroeste del municipio se localiza la zona accidentada y semiplana que comprende parte de la sierra de Guadalupe donde se localiza el fraccionamiento con una altitud que va de los 2,300 a 2,700 m s. n. m., ocupando aproximadamente el 30% del territorio municipal.

### Edafología
La distribución de tipos de suelo está en relación con el tipo de geología, topografía y procesos de arrastre y transporte de materiales.
La parte más alta del municipio que corresponde a la topoforma de la sierra de Guadalupe está conformada por suelo clasificado como feozem.
El resto del territorio al norte, sur y este del municipio, corresponde a las zonas planas y comprende cerca del 70% de la superficie, con una altitud promedio de 2,240 m s. n. m. y pendientes menores al 5%.
Disperso en el municipio se encuentran manchones de Regosol eútrico (Re) que se caracteriza por no presentar capas distintas, son claros y se parecen bastante a la roca que los subyace, son suelos infértiles y ácidos.

### Relieve
El fraccionamiento esta sobre una llanura, los picos, elevacones o cerros más cercanos son Cerro Gordo, Cerro de la calavera y Cerro Petlecatl

### Tipo y usos del suelo
El suelo es muy jabonoso, de tipo Regosol y Zolonchak, por lo que edificaciones de más de 2 pisos se comienzan a hundir y es inservible, el mejor uso que se le pudo dar fue el construir casas.

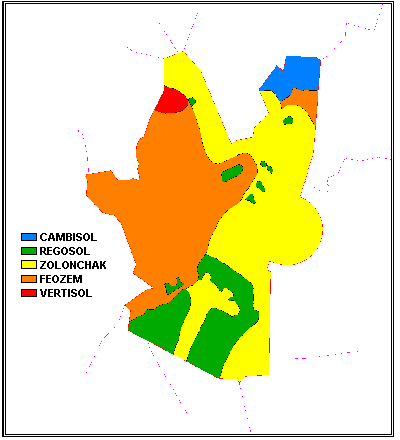

### Clima
El clima no es tan estable, en verano la temperatura sube a niveles altos y en invierno también baja notablemente. El periodo de lluvias es de primavera a una parte del otoño.

### Hidrografía
Esta zona antes pertenecía al lago de Texcoco por eso el suelo es jabonoso hoy en día solo se cuenta con una red muy grande de pozos y distribuidores fluviales subterráneos. No hay ríos ni lagos naturales cerca, solamente el Gran canal como río y el Lago de Texcoco que fueron creador por el hombre.

### Áreas Verdes
Dentro de los dominios del fraccionamiento existen algunas zonas con vegetación o áreas de conservación ecológica como el deportivo, la exfábrica de muebles, las orilla del Gran Canal, el parque A. Díaz M, lo que queda del área de conservación del enrejado, la glorieta Prof. Villagómez Aragón, la glorieta Prof. Pacheco Pardines, la glorieta Salamanca de Acosta Gómez y la Glorieta Flores Mendoza y el parque Camilo Martines Ochoa.
También dentro del fraccionamiento hay algunas áreas verdes pertenecientes a lotes baldíos y áreas aún sin edificar.

## Población
Según el estudio de A. Díaz, la mayoría de los habitantes de Villa de Guadalupe provienen de la ciudad, muchos otros también ya vivían en la ciudad y obtuvieron su casa propia y muy pocos son los que llegaron del campo o zonas indígenas

### Gobierno y Democracia
El fraccionamiento es gobernado por el municipio de Ecatepec, no se hacen elecciones para elegir gobernantes internos, solo hay delegados o diputados que lo representan en las juntas ciudadanas, el fraccionamiento cree en la democracia y los colonos asisten a las elecciones con estricto orden y respeto.
Los módulos para las elecciones son:
- Módulo Escolar I: Se encuentra en la secundaria ESTIC n.º 126
- Módulo Escolar II: Se encuentra en el Mercado
- Urna Especial: Mercado Villa de Guadalupe

### Representantes del Fraccionamiento
- En cuanto a diputados al Diputado Río Valle le corresponde el fraccionamiento actualmente, ha organizado algunas actividades con los colonos. Sus oficinas están ubicadas en Calle 49 y Vía Adolfo López Mateos.
- El delegado del fraccionamiento en foros es A. Díaz nombrado así por sus aportaciones en investigación sobre el fraccionamiento ya que posiblemente el sea el que más conozca del fraccionamiento. Él se encuentra en calle 52 y cabe señalar que en la jerarquía abarca un lugar inferior al del diputado.

### Artesanías
El fraccionamiento no posee ninguna cultura anterior al poblamiento de este mismo: hasta ahora en hacienda no se tiene registrada alguna tienda de artesanías dentro de la localidad, ya que el 70% del área es ocupada para uso urbano y lo que resta para negocios aunque no hay ninguno para este tipo de interés.

### Costumbres y tradiciones
En tradiciones casi todos los colonos salen el día 6 de enero mostrando sus juguetes por el día de reyes, también festejan la feria de Villa de Guadalupe Xalostoc que es a principios de mayo, y muchos también festejan el 24 de diciembre el año nuevo y el sábado de Gloria.
En cuanto a costumbres los padres han enseñado a sus hijos a ir los domingos a la iglesia, mucha gente va ese día, se ponen puestos afuera y es una linda convivencia entre colonos, también por lo menos una vez al año los colonos dedican un día a la limpieza de sus calles, a pintarlas y detalles que salgan.

### Religión
Según el estudio de Alan Díaz acerca de las religiones profesadas en el fraccionamiento se estima que el 72.33% de la población total pertenecen a la religión católica aunque no asistan con mucha frecuencia a las iglesias y del resto de la población pertenecen a los Testigos de Jehová que con frecuencia salen a predicar sus conocimientos y a la comunidad de Mormones.

### Deportes
En cuanto a los deportes los colonos son muy deportistas, el deporte favorito es el fútbol que constantemente se ve en parques y el deportivo, el patinaje también es un deporte muy practicado, las carreras de caballos sobre Pentatlón Mexicano también es un evento grande donde muchos asisten.
También gustan del atletismo, las personas lo practican sobre la pista construida, la cual mide 587 metros de longitud.

### Centros de Convivencia Social
Los lugares asignados como lugares de convivencia social son:

#### El Polvorín
El deportivo de Villa de Guadalupe Xalostoc aproximadamente en el 2004 obtuvo una pista de atletismo por lo que este deporte ha venido tomando fuerza, también una pista de patinaje y una completa remodelación con la colocación de adoquín, y una cancha de fútbol rápido, además de mejoras como en los baños

#### CCS El Quiosco - Parque A. Díaz
En la avenida Eduardo Villada en Zona Escolar remodelaron todo un predio y construyeron todo un conjunto, un centro de convivencia social.
El parque fue enrejado en colores blanco negro y amarillo, tiene un quiosco con rampa para personas discapacitadas, un pequeño escenario con vestidores y sus respectivas gradas, una cancha de basketbol y fútbol y un set de juegos para niños además de un andador. El kiosco o Parque A. Díaz ha atraído a un sinfín de personas y ha generado un ambiente más amigable, y da seguridad a las personas ya que mejoró la apariencia urbana del lugar y también ha conseguido algunos eventos pequeños como la presentación de Soup Bell y Killers on the Road organizada por la Comisión de Actividades Culturales de Villa de Guadalupe Xalostoc.

#### CCS Prof. Camilo Martínez Ochoa
Sobre la Vía Adolfo López Mateos R1 en la Zona Prolongación se construyó otro centro de convivencia social donde fue colocado piso y un set de juegos para niños además de un andador.
Es impresionante ver el número de personas que asisten en conjunto al lugar, muchos padres van a convivir con sus hijos y otros vecinos solo van a relajarse, y es increíble el mejoramiento urbano que causaron estos CCS.

#### Glorietas
Otros lugares de convivencia social son las glorietas Profesor Pacheco Pardinez situada entre Zona Escolar y Zona Enrejado, además de contar con algunos juegos para niños, de vez en cuando es sede de una pequeña feria y la glorieta profesor Villagomez Aragón situada cerca de la iglesia de Villa de Guadalupe se encuentran algunos árboles que dan cierto toque ecológico a la colonia aunque no es directamente un lugar de convivencia recreativa.

## Vías de comunicación
Villa de Guadalupe es un fraccionamiento muy grande e importante por el que atraviesan arterias principales de Ecatepec como:
- La Avenida Alfredo del Mazo

Esta avenida se encuentra entre Zona Escolar y Zona Jardines al norte del fraccionamiento, viene de la Vía Morelos, con el nombre de Avenida Central, atraviesa el Gran Canal y después de iniciar Villa de Guadalupe Xalostoc toma el nombre de avenida Gobernador Alfredo del Mazo, y termina en Granjas Valle de Guadalupe.
- El Periférico

Esta avenida está al sur del fraccionamiento, y esta vialidad para casi por toda la ciudad tomando diferentes nombres, por cada municipio o delegación, y aunque no está en contacto con el fraccionamiento es una vía de acceso muy buena.
- Vías

Al sur del fraccionamiento, están las antiguas vías del antiguo ferrocarril a Puebla, actualmente no son usadas muy frecuentemente pero tienen conexiones importantes para las industrias del oeste del fraccionamiento, y ramificaciones que va tomando.
- El Gran Canal

Esta avenida se encuentra al oeste del fraccionamiento paralela a la avenida Pentatlón Mexicano, el Gran Canal atraviesa todo Ecatepec y algunos municipios del Estado de México al norte y hacia al sur continua entubado por el eje 3 oriente en el Distrito Federal.
- R-1 (Vía Adolfo López Mateos)

Esa avenida es la vía de acceso más importante para el fraccionamiento, se encuentra paralela al este del fraccionamiento e inicia desde periférico pasando por las colonias Emiliano Zapata 2.ª, Granjas Valle de Guadalupe, Las Vegas Xalostoc, Villa de Guadalupe Xalostoc, La Vicente Guerrero, La popular, Jardines de San Gabriel, Jardines de Xalostoc, División del norte, la San Francisco Xalostoc, San Agustín, la Miguel Hidalgo, Faja de oro, Plazas de Santa Clara, SEGOR, Jardines de Santa clara, Ciudad Azteca, Los reyes Ecatepec, Río de Luz, Proevolucion, 1.º de Mayo, Industrias Tulpetlac, Ejido Tulpetlac, Sagitario 10 y termina cerca de la curva del diablo por la colonia Josefa Ortiz de Domínguez y Adolfo López Mateos.

### Transporte
El fraccionamiento Villa de Guadalupe Xalostoc es un lugar por donde pasan rutas muy importantes ya que es un acceso del Distrito al estado, aunque también tiene sus rutas internas algunos transportes pertenecientes al fraccionamiento son
- Vía Adolfo López Mateos (R-1)

Por esta avenida pasan los transportes que van a
- - La Curva, de San Felipe Al estado
  - Unidad, de La Villa (por R-1) Al estado
  - Unidad, de La Villa (por Av. Central Carlos Hank González) Al estado
  - Gobernadora, de la San Felipe Al estado
  - Plaza Coacalco, de San Felipe Al estado
  - San Agustín, de Prepa 9 Al estado
  - Bachilleres, de Prepa 9 Al estado
  - Sagitario 5, de la villa al estado
  - Polígonos 2, 5 y 3, de la villa Al estado
  - Metro Muzquiz, de Martin Carrera Al estado
  - Sagitario 5, de Indios Verdes Al estado
  - San Felipe, de la curva Al DF
  - San Felipe de la gobernadora Al DF
  - San Felipe, de plaza Coacalco al DF
  - La villa, de la unidad (por R-1)Al DF
  - La villa, de la unidad (por Av central Carlos Hank González)Al DF
  - Prepa 9, de bachilleres Al DF
  - Indios Verdes, de Sagitario 5 Al DF
  - Metro Muzquiz, de la Obrador En el estado

- Avenida Gobernador Alfredo del Mazo

Por esta avenida pasan los transportes a:
- - Tecnológico, de Indios Verdes Al estado
  - Sagitario 5, de Indios Verdes Al estado
  - Estrella, de Indios Verdes Al estado
  - Zauces, de Santa Clara en el estado
  - Metro Muzquiz, de Indios verdes Al estado
  - Santa Clara, de Zauces en el estado
  - San Agustín, de la Merced Al estado
  - , de Martin Carrera Al estado
  - Indios Verdes, de Tecnológico, Muzquiz, Estrella y Sagitario 5 Al DF
  - Merced, de San Agustín Al DF
  - Metro Carrera, de Al DF

- Avenida Carlos Hank González-Gustavo Díaz Ordaz-Valle del Guadiana

- - Villa de Guadalupe Bachilleres, del Metro Muzquiz en el estado
  - Metro Muzquiz, de Villa de Guadalupe Bachilleres en el estado
  - Villa de Guadalupe Obrador, del Metro Muzquiz en el estado
  - Metro Muzquiz, de Villa de Guadalupe Obrador en el estado
  - Unidad por Av. Central, de la Villa Al estado
  - Polígonos 2, 3 y 5, de la Villa al estado
  - Sagitario 5, de la villa Al estado
  - La villa, de polígonos, sagitario 5 y unidad Al DF
  - Metro Muzquiz, de Martin Carrera Al estado
  - Valle de Guadalupe, de Prepa 9 al estado
  - maravillas, de Prepa 9 al estado

- Avenida Gustavo Baz

- - Metro Muzquiz, de prepa 9 al estado

#### Terminales
En Villa de Guadalupe Xalostoc hay dos terminales de transporte colectivo de la asociación Rápidos del Valle. La primera terminal se encuentra en Zona Escolar, sobre Pentatlón Mexicano y Avenida Eduardo Villada.

##### Terminal Bachilleres o Villas
Esta es la terminal ubicada en Zona Escolar, está ubicada sobre la avenida Pentatlón Mexicano y la Avenida Eduardo Villada. Para llegar a esta terminal, la pecera entra al fraccionamiento por la avenida Gobernador Carlos Hank González donde esta la secundaria y al terminar esta se da vuelta a la derecha, va derecho hasta encontrarse con el COBAEM, y toma la izquierda, al llegar a la glorieta Ing. Villagomez Aragón donde se encuentra con la Avenida Eduardo Villada da vuelta a la izquierda y llega a la avenida Pentatlón Mexicano donde hacen base.

##### Terminal Obrador
Esta es la terminal ubicada en Zona Prolongación, se encuentra sobre la avenida Gustavo Baz entre Zona Enrejado y Zona Prolongación y la avenida Jorge Jiménez Cantú. Para llegar a esta terminal, la pecera entra al fraccionamiento por la avenida Gobernador Carlos Hank González donde esta la secundaria, avanza un poco y rodea la glorieta Prof. Pacheco Pardines `por la izquierda, enseguida da vuelta a la derecha toma por la derecha al llegar al enrejado, y avanza hasta llegar a la avenida Gustavo Baz donde se encuentra con la glorieta Salamanca de Acosta Gómez, da vuelta a la derecha y rodea la glorieta por la izquierda donde esta su base.
Por las mañanas la base se traslada unos metros adelante sobre la avenida Adolfo López Mateos ya que por el tráfico no podrían cruzar las peceras fácilmente.

### Sistema de Transporte Colectivo Metro
- Estación Muzquiz

La estación más cercana al fraccionamiento Villa de Guadalupe Xalostoc es la estación Muzquiz a tres estaciones de diferencia de la terminal Ciudad Azteca, pertenece a la Línea B del STC Metro. Las peceras que llegan a Villa de Guadalupe Xalostoc a las Terminales Bachilleres y Obrador vienen de la estación, y hacen un tiempo estimado de 20 minutos en su recorrido de la base a la estación.
- Indios Verdes

La estación terminal de la Línea 3 del STC Metro Indios Verdes también es accesible para los colonos de Villa de Guadalupe Xalostoc. Está tan solo a 30 minutos del fraccionamiento y el transporte pasa por la Avenida Gobernador Alfredo del Mazo o en la Vía Adolfo López Mateos.

## Actualidad

### Nuevas vialidades
El fraccionamiento ha sido tomado en cuenta para ser parte de la autopista Remedios-Ecatepec a la que se uniría por medio de la avenida del Gran Canal entubándolo previamente

### Proyecto Autopista Los Remedios Ecatepec
Los cambios que se harán por la autopista serán:
- Crear un distribuidor vial con el anillo periférico y avenida Gran Canal
- Entubar el canal hasta Zona Jardines
- Crear una avenida llamada Gran Canal

### Avances de la Autopista
- Ha sido cerrado el canal en 100%
- Creación de la planta de bombeo Xalostoc 100%
- Margen del río definido con maquinaria 100%
- Acción de secado del río hasta periférico 100%

### Libro de Villa de Guadalupe Xalostoc
En una publicación del actual gobierno del municipio de Ecatepec se citaron textos de este mismo artículo escrito con información proporcionada por A. Díaz, que a mediados de este año comenzó a escribir el libro Villa de Guadalupe Xalostoc en el cual se recopila más información y datos actuales, donde se hará una visión más amplia, y un detalle de calles y servicios más extenso, aún no hay editorial y aún no se tiene una fecha del lanzamiento pero quizá sea en 2012, tendrá una guía de calles y servicios según los adelantos de A. Díaz.[1]

## Proyecto Xalostoc
Ciudadanos de la zona sur del municipio de Ecatepec han reclamado últimamente la falta de apoyo del gobierno por lo que quieren independizarse del municipio y dar paso a acciones como las siguientes:
- Crear un municipio independiente de Ecatepec posiblemente de nombre Xalostoc o Villa de Guadalupe Xalostoc
- Entubar el Gran canal
- Extender a Xalostoc el metro o construir un tren suburbano a Chiconautla
- Unificar el transporte

Las colonias que quedarían dentro del nuevo municipio serían:
- Altavilla
- Ampliación San Francisco Xalostoc
- Ampliación San José Xalostoc
- Ampliación San Miguel Xalostoc
- Ampliación San Pedro Xalostoc
- Arboledas Xalostoc
- Arbolito Xalostoc
- Benito Juárez Xalostoc Norte
- Benito Juárez Xalostoc
- Cuauhtémoc Xalostoc
- El salado
- Industrial Xalostoc
- Jardines de Xalostoc
- La agüita Xalostoc
- La agüita II Xalostoc
- La Rústica Xalostoc
- La Urbana Xalostoc
- Las Vegas Xalostoc
- Prados Xalostoc
- Rosita Xalostoc
- San Francisco Xalostoc
- San José Xalostoc
- San Miguel Xalostoc
- San Pedro Xalostoc
- Santa María Xalostoc
- Viveros Xalostoc